# ガルダンツェリン
ガルダンツェリン（Galdan Tseren、中国語：噶爾丹策零、生年不詳  - 1745年）は、ジュンガルのホンタイジ。父で先代のツェワンラブタンが死亡した1727年以降、1745年に死亡するまで在位した。

## 概要
ジュンガルのホンタイジ、ツェワンラブタンと、その第一夫人グンガラブタン（グシ・ハン王朝ラサン・ハンの妹）との子。1727年、ツェワンラブタンは、トルグート部の使節が到着した際に、毒を盛られて急死した。継子ガルダンツェリンは、トルグート出身の第二夫人セテルジャブの仕業とし、これを処刑、その子ロブザンショノはヴォルガへ逃亡、ガルダンツェリンが新しいホンタイジとなった。
ガルダンツェリンは父の拡大政策を踏襲、カザフ高原、シル河流域、フェルガナ、バダフシャーンへの侵略戦争を続行する一方、清への対抗路線も引き継いだ。ガルダンツェリンは、1723年のココ・ノール（今の青海省）ホシュートの反乱指導者であるロブサン・ダンジン（Lubsan Danjin）を清に引き渡すことを拒否し、清の同盟国であるハルハ部へ、持続的に圧迫・攻撃を行う様になった。
1729年春、清との戦争が勃発、各地でガルダンツェリンの軍勢が勝利した。和平交渉は1734年には始まっていたが、戦争は長引き、1737年にやっと講和、ガルダンツェリンは清への朝貢（冊封体制）を受け入れた。
ガルダンツェリンは、ジュンガルを強化する手段を戦争のみに求めていたわけではなく、経済的、技術的基盤の向上にも取り組んでいた。すなわち、オアシスに住むチュルク系住民を農業用灌漑施設の開発に従事させたり、また、ベルベット生産、製紙、織布の工場（こうば）を作るなどして、捕虜とした多数の知識層や技術者層をジュンガルのために働かせたりしていた。
軍事的には、騎兵8-10万騎を擁し、その全てが銃器で武装するなど装備も充実していた。また、スウェーデン人ヨハン・グスタフ・レナトを始めとする捕虜士官の助力を得て、小規模ながらも武器製造にも取り組んでいたい。
一方、財政的には、清・ロシア間の交易ルート支配による利潤に依存していた。この交易路は「茶の道（シベリア・ルート）」として知られ、清の貴重な産品がこの交易路によりモスクワにもたらされた。
1745年に死去、遺言により次子ツェワンドルジ・ナムジャルがジュンガル部長となった。その後、兄弟間での権力争いが発生、ガルダンツェリンが国力増強に努めたジュンガルは疲弊、のちには清との戦争に敗れ、清の乾隆帝によるジュンガル虐殺を招くことになった。